# Blue and Red
Chansons représentant la Slovénie au Concours Eurovision de la chanson
Here for You
(2015) On My Way
(2017)
Blue and Red (en français « Bleu et rouge ») est la chanson de ManuElla qui représente la Slovénie au Concours Eurovision de la chanson 2016 à Stockholm.
Le 12 mai 2016, lors de la 2de demi-finale, elle termine à la 14e place avec 57 points et par conséquent n'est pas qualifiée pour la finale.